# Tanju Kirjakow
Tanju Kirjakow (bulgarisch Таню Киряков, engl. Transkription Tanyu Kiryakov; * 2. März 1963 in Russe) ist ein bulgarischer Sportschütze und gilt als einer der weltweit erfolgreichsten Pistolenschützen.

## Leben
Kirjakow, der im Alter von 14 Jahren mit dem Schießsport begann und von seinem Vater Christo trainiert wurde, absolvierte an der Universität Sofia ein Sportstudium.
In Seoul 1988 nahm er zum ersten Mal an Olympischen Spielen teil und zog in der Disziplin Luftpistole als Drittplatzierter nach dem Vorkampf ins olympische Finale ein. Dort schaffte er es, auf den nach dem Vorkampf führenden Amerikaner Erich Buljung fünf Ringe aufzuholen und mit ihm gleichzuziehen. Da das Finalergebnis höher gewertet wird, war Kirjakov dadurch Olympiasieger.
Vier Jahre später bei den Olympischen Spielen in Barcelona 1992 erlebte Kirjakow ein Debakel. In der Disziplin Freie Pistole war er der Führende nach dem Vorkampf. Im Finale traf er mit dem fünften Schuss nur in die Sieben. Aus Verärgerung darüber warf er seine Pistole mit voller Wucht auf die Ablage. Beim sechsten Schuss zeigte die elektronische Ergebnisanzeige eine Null an. Daraufhin wurde ihm ein anderer Schießstand zugewiesen, da man annahm, die beiden schlechten Schüsse sind das Ergebnis einer defekten Scheibenanlage. Er durfte auch den letzten Schuss wiederholen, da aber auch dieser Schuss auf dem neuen Stand als Null angezeigt wurde, war die Ursache nicht ein defekter Stand, sondern eine verschobene Visierung nach dem Aufprall der Pistole auf die Ablage. Kirjakow gab daraufhin den Wettkampf auf.
In Atlanta 1996 errang Kirjakow mit der Luftpistole die Bronzemedaille, nachdem er sich nach dem Vorkampf auf Platz 4 liegend, noch durch ein gutes Finalergebnis auf den 3. Platz nach vorne schieben konnte.
Bei den Olympischen Spielen von Sydney 2000 gewann Kirjakow seine zweite Goldmedaille, dieses Mal mit der Freien Pistole.